# The Hate U Give (romance)
The Hate U Give é um romance para jovens adultos escrito por Angie Thomas e lançado em 2017. É o romance de estreia da escritora, sendo uma expansão de um conto que ela escreveu na faculdade em reação ao assassinato policial de Oscar Grant. O livro é narrado por Starr Carter, uma garota afro-americana de dezesseis anos de um bairro pobre que frequenta uma escola particular de elite em uma parte rica e predominantemente branca da cidade. Starr se envolve em uma notícia de repercussão nacional após testemunhar um policial branco atirar e matar seu amigo de infância, Khalil. Posteriormente, ela fala sobre o tiroteio de forma cada vez mais pública, e as tensões sociais culminam em um tumulto depois que um grande júri decide não indiciar o policial pelo tiroteio.
The Hate U Give foi lançado em 28 de fevereiro de 2017, pela editora Balzer + Bray, ligado a HarperCollins, que venceu uma batalha na luta pelos direitos do romance. O livro foi um sucesso comercial, estreando em primeiro lugar na lista dos mais vendidos para jovens adultos do jornal americano The New York Times, onde permaneceu por 50 semanas. A obra foi vencedora de vários prêmios e recebeu elogios da crítica pela escrita de Thomas e pela temática abordada. Ao escrever o romance, Thomas tentou expandir a compreensão dos leitores sobre o movimento antirracista Black Lives Matter, bem como as dificuldades enfrentadas pelos negros americanos que empregam troca de código. Essas temáticas, assim como a linguagem vulgar, atraíram alguma polêmica e fizeram com que o livro fosse um dos mais contestados dos anos de 2017, 2018 e 2020 segundo a American Library Association.
O livro foi adaptado para o cinema, cuja produção foi realizada pelo estúdio 20th Century Fox em outubro de 2018, que recebeu críticas positivas. O romance também foi adaptado para um audiolivro, que ganhou diversos prêmios e rendeu elogios à sua narradora, Bahni Turpin.

## Produção e lançamento

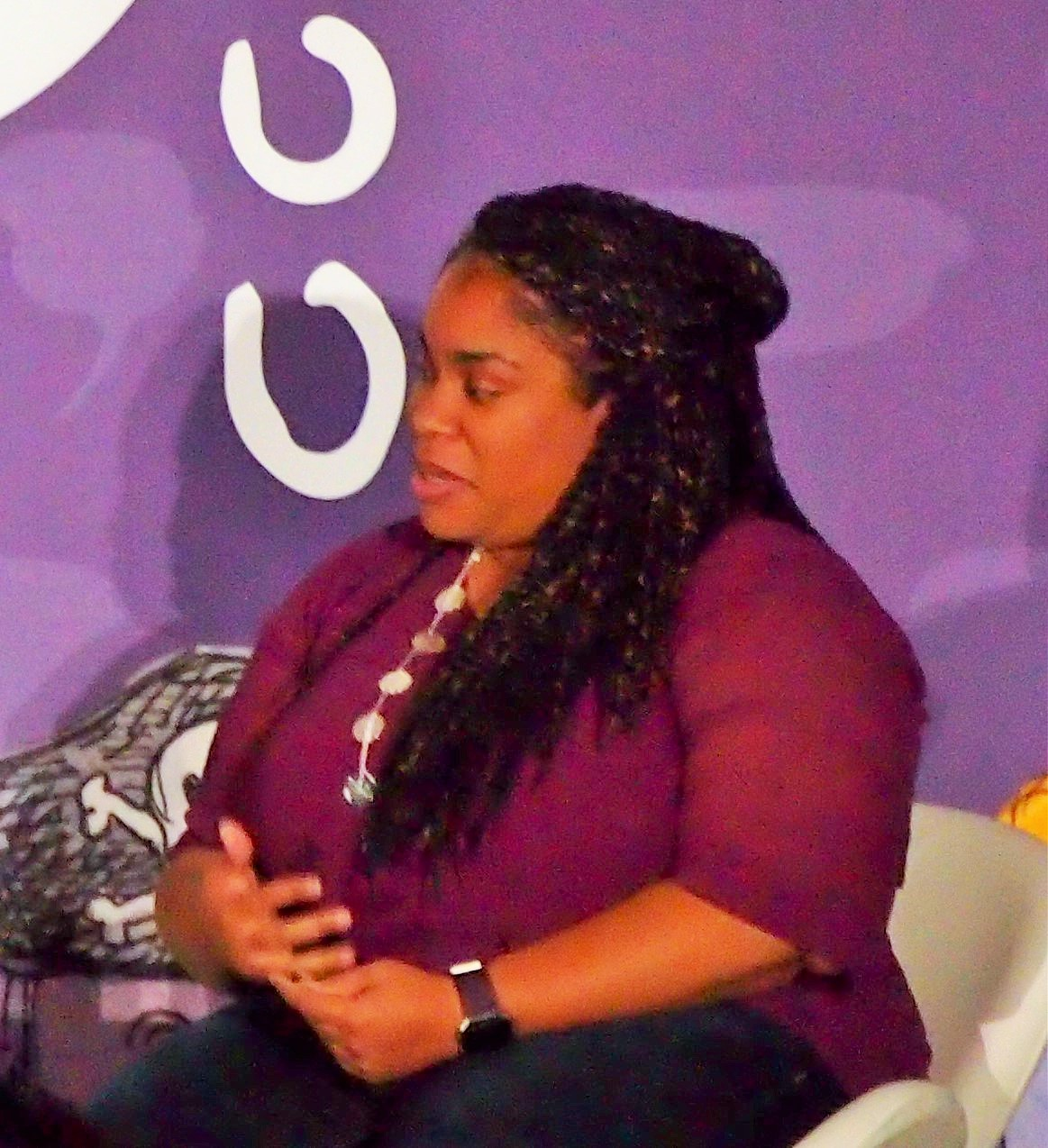
Foto da Angie Thomas

Abalada pelo tiroteio policial de Oscar Grant em 2009, a então estudante universitária Angie Thomas começou o projeto como um conto para seu projeto sênior no programa de redação criativa da Universidade de Belhaven. Enquanto escrevia o conto, o projeto se expandiu rapidamente, embora Thomas a tenha deixado de lado por alguns anos após a formatura. Falando ao jornal de sua cidade natal, ela disse: "Eu queria ter certeza de que abordaria isso não apenas com raiva, mas até com amor". As mortes de Trayvon Martin, Michael Brown, Tamir Rice e Sandra Bland atraíram Thomas de volta para expandir o projeto em um romance, no qual intitulou após o conceito "THUG LIFE" do rapper americano Tupac: "The Hate U Give Little Infants Fucks Everybody." Os eventos envolvendo os assassinatos de Alton Sterling, Philando Castile e Michael Brown, e os protestos generalizados que se seguiram contra o racismo e a violência policial também informaram momentos do livro.
Sem saber se os editores estariam interessados no material inspirado no movimento antirracista Black Lives Matter, Thomas procurou o agente literário Brooks Sherman no Twitter em junho de 2015 para pedir conselhos. Em fevereiro de 2016, a editora Balzer+ Bray, ligada à HarperCollins, comprou os direitos do romance em um leilão, superando a concorrência de outras treze editoras, e assinou um contrato de dois livros com Thomas. O estúdio de cinema 20th Century Fox comprou os direitos do filme no mês seguinte.
O livro de 464 páginas foi lançado em 28 de fevereiro de 2017, quando a indústria estava tentando resolver uma estagnação de uma década no número de livros infantis de autores afro-americanos. Desde seu lançamento, Thomas se tornou um exemplo das tentativas dos editores de publicar mais romancistas afro-americanos para jovens adultos.

## Enredo
Starr Carter é uma garota negra de dezesseis anos que mora no bairro fictício e predominantemente negro de Garden Heights, mas frequenta uma escola particular rica e majoritariamente branca, a Williamson Prep. Depois que um tiroteio termina em uma festa sob presença de Starr no local, ela é levada para casa por seu melhor amigo de infância e, posteriormente, apaixona-se por Khalil. Eles são parados por um policial branco. O policial instrui Khalil, que é negro, a sair do carro; enquanto fora do carro, ele se inclina para a janela do lado do motorista para checar Starr. O oficial presume que ele está pegando uma arma e atira três vezes em Khalil, matando-o.
Starr concorda em dar uma entrevista à polícia sobre o tiroteio após ser incentivada por seu tio Carlos, que também é detetive. Carlos era uma figura paterna para Starr quando seu pai, Maverick, passou três anos na prisão por atividade de gangue. Após sua libertação, Maverick deixou a gangue e se tornou o dono da mercearia Garden Heights, onde Starr e seu meio-irmão mais velho, Seven, trabalham. Maverick só foi autorizado a deixar sua gangue, os King Lords, porque confessou um crime para proteger o líder da gangue King. Amplamente temido na vizinhança, King agora mora com a mãe de Seven, a meia-irmã de Seven, Kenya, que é amiga de Starr, e a irmã mais nova de Kenya, Lyric.
A morte de Khalil se torna uma notícia nacional. A mídia retrata Khalil como um chefão da gangue e traficante de drogas, enquanto retrata o oficial branco que o matou de forma mais amena. A identidade de Starr como testemunha é inicialmente mantida em segredo de todos fora da família de Starr, incluindo seu irmão mais novo, Sekani. Manter o segredo de seu namorado branco Chris e de suas melhores amigas Hailey Grant e Maya Yang – que estudam na Williamson Prep – pesa em Starr, assim como sua necessidade de manter suas personalidades de Williamson e Garden Heights separadas. As batalhas de Starr com sua identidade ficam ainda mais complicadas depois que sua mãe consegue um emprego bem remunerado e a família se muda de Garden Heights.
Depois que um grande júri falha em indiciar o oficial branco, Garden Heights irrompe em protestos pacíficos e tumultos. O fracasso do sistema de justiça criminal em responsabilizar o policial leva Starr a assumir um papel cada vez mais público, primeiro dando uma entrevista na televisão e depois falando durante os protestos, que são recebidos pela polícia em equipamento de choque. Sua crescente identificação com o povo de Garden Heights causa tensão com os amigos de Starr, especialmente com seu namorado Chris. Mas no final do romance, Starr e Maya começaram a enfrentar os comentários racistas de Hailey, enquanto Chris oferece apoio a Starr.
O clímax do romance ocorre durante o motim após a decisão do grande júri. Starr, Chris, Seven e DeVante – a quem Maverick ajudou a deixar os King Lords – defendem com sucesso a loja de Maverick de King. A vizinhança enfrenta King e, como resultado do testemunho de DeVante, King é preso e deve cumprir uma longa sentença. Starr promete manter viva a memória de Khalil e continuar sua defesa contra a injustiça.

## Modelo de escrita
Vincent Haddad, da Universidade Estadual Central, analisa The Hate U Give como uma tentativa de criar empatia com o movimento antirracista Black Lives Matter, já que "os apelos à empatia representados pelo relato em primeira pessoa de Starr servem para disciplinar aqueles que buscam soluções consideradas muito 'não realísticas'" para se opor à 'violência sustentada contra as comunidades negras'". Ao manter o realismo e nomear explicitamente as vítimas reais da violência policial, Haddad afirma que Thomas é capaz de estimular a ação em seus leitores. No entanto, ele sente que há limites para essa abordagem porque se trata do indivíduo e não do coletivo. Em contrapartida, Constance Grady, do portal Vox, argumenta que esse realismo é que faz o romance funcionar para propósitos maiores: "A especificidade e o capricho de ideias, como a escala de raiva das canções de separação, é o que mantém The Hate U Give movendo-se tão habilmente através de sua temática pesada; permanece caloroso, focado e fundamentado no personagem, mesmo quando está lidando com ideias grandes e amorfas, como o racismo sistêmico."

## Temáticas abordadas
As relações raciais são uma das principais temáticas abordadas do romance. O professor Khalil Muhammad, da Kennedy School of Government, ligado à Universidade Harvard, enxerga o romance como uma maneira de ter discussões entre pessoas que, de outra forma, não discutiriam Black Lives Matter: "O livro – e até certo ponto o filme – foi e será lido por alunos em espaços totalmente brancos, onde de outra forma a urgência dessas questões não os afetou pessoalmente." Ao mesmo tempo, pode oferecer consolo para adolescentes negros que enfrentaram desafios semelhantes aos de Starr. Um exemplo disso é a capacidade de Starr de alternar código linguístico entre sua escola particular e sua casa, o que Thomas demonstra por meio da gíria que Starr usa no diálogo de cada contexto. Além disso, a família de Starr também lhe ajuda ao oferecer uma variedade de pontos de vista, incluindo os pensamentos de seu tio como policial e seu pai ensinando Starr e seus irmãos sobre o Partido dos Panteras Negras. O romance também mostra a batalha dos pais de Starr para permanecerem conectados à sua comunidade enquanto precisam proteger e dar oportunidades aos filhos.
The Hate U Give mostra a dupla necessidade de Starr por responder ao trauma de testemunhar a morte de Khalil e sua necessidade de fazê-lo politicamente. Essa sensação, combinada com a capacidade de Thomas de enraizar essas lutas em seu contexto histórico, ajuda a dar poder ao livro, de acordo com Jonathan Alexander escrevendo no Los Angeles Review of Books. A crítica Adriana Ramirez, do Los Angeles Times, vê Starr como semelhante aos protagonistas de romances distópicos de fantasia como Divergente e Jogos Vorazes, enquanto ela busca mudar um sistema de poder arraigado, observando: "também é um romance distópico para jovens adultos que por acaso é definido na realidade." Nick Smart, professor do College of New Rochelle, leva isso adiante, afirmando: "Em The Hate U Give, também há uma garota – que por acaso é uma menina negra – sendo enviada contra o sistema, contra o mundo, contra uma oposição entrincheirada", enquanto Ramirez observa que a negritude de Starr é um elemento central para alguns leitores. Antes de seu lançamento, explorar uma perspectiva feminina sobre o isolamento e a necessidade de ser uma minoria modelo em uma escola particular de elite era algo que não havia sido feito na literatura ou no cinema com a mesma frequência que para os homens. A capacidade de Thomas de captar esses sentimentos resultou de suas próprias experiências com as reações de seus colegas brancos após a morte de Oscar Grant.
Discutindo o título, o The Atlantic escreveu: "O livro de Thomas deriva seu título da filosofia do rapper americano Tupac Shakur de THUG LIFE – que supostamente significa "O ódio que você dá aos pequenos bebês fode todo mundo" – e é um motivo ao qual o romance retorna algumas vezes. A sigla tatuada no abdômen de Tupac pode ser lida como uma aceitação de um estilo de vida perigoso. Mas, como Khalil explica a Starr, poucos minutos antes de o policial pará-los, é realmente uma acusação de desigualdade e hostilidade sistêmica: “O que a sociedade nos dá quando jovens, isso os morde na bunda quando saímos da loucura.”
O romance não foge das realidades da vida urbana, exemplificadas pela referência do título à citação de Tupac Shakur. Os sentimentos de Starr sobre Khalil evoluem durante o romance. O leitor é apresentado a ele pela primeira vez na festa como amigo de Starr e vítima de um tiroteio policial. Essa narrativa é então complicada tanto para Starr quanto para o mundo do romance em geral, quando se descobre que Khalil traficava drogas. No entanto, Starr discorda da maneira como a mídia está retratando Khalil. À medida que Starr encontra seu livre-arbítrio, ela é capaz de desafiar essa narrativa primeiro para si mesma e depois para os outros, reconhecendo que Khalil foi forçado a essas circunstâncias pela pobreza, fome e desejo de cuidar de sua mãe viciada em drogas. Ela consegue mostrar sua coragem falando ao grande júri e percebe que precisa participar dos protestos que se seguem à sua decisão. Como e onde Khalil e Starr podem encontrar justiça também impulsiona a decisão de Starr de se juntar aos protestos.

## Recepção

### Análise da crítica
Os críticos também elogiaram amplamente o livro. No Christian Science Monitor, Katie Ward Beim-Esche escreveu: "Acredite no hype: The Hate U Give, a estreia extraordinária e destemida de Angie Thomas, é realmente muito boa." Shannon Ozirny, do The Globe and Mail, também sentiu que teria um grande apelo: "Ignore o rótulo YA – este deve ser o único livro que todos lerão este ano." No portal Salon, Erin Keane definiu que o romance é "atual, urgente, necessário e, se isso não bastasse, também é uma leitura altamente divertida e envolvente".
O livro também passou por avaliações de inúmeros periódicos de revisão literária. Kirkus elogiou tanto a escrita quanto os cronogramas: "Com prosa suave, mas poderosa (...) Essa história é necessária. Esta história é importante." O especialista em literatura para jovens adultos, Michael Cart, ao escrever em Booklist, também destacou a escrita de Thomas como Starr: "Maravilhosamente escrita na autêntica voz em primeira pessoa de Starr, esta é uma maravilha de verossimilhança." Enquanto elogiava o livro em geral como destaque, Mahnaz Dar, da revista School Library Journal, por outro lado, se opôs a presença de vários personagens, definindo-o como "ligeiramente irregular". O Bulletin of the Center for Children's Books, Horn Book Magazine, e VOYA também deram ao livro suas avaliações similares em relação a esta obra.

### Desempenho comercial, prêmios e indicações
The Hate U Give estreou no topo da lista de best-sellers, na categoria jovens adultos, pelo jornal The New York Times, e esteve lá por mais de 80 semanas. É também um best-seller IndieBound. O livro teve 100 mil cópias impressas no primeiro mês, eventualmente vendendo mais de 850 mil cópias desde junho de  2018.
The Horn Book Magazine, Kirkus Reviews, Publishers Weekly, e Shelf Awareness, entre outros, indicaram o livro como um dos melhores romances para jovens adultos de 2017. Booklist nomeou-o um dos melhores livros do ano, independentemente do gênero. A lista de livros incluiu o audiolivro em suas listas "Top 10 Primeiros Romances em Audiolivro" de 2017 e "Top 10 Romances Diversos em Audiolivro" de 2018.
As edições do livro e do audiolivro foram lançadas pela biblioteca Junior Library Guild.
| Ano  | Premiação                                                        | Resultado   | Ref.                 |
| ---- | ---------------------------------------------------------------- | ----------- | -------------------- |
| 2017 | Booklist Editors' Choice: Audiolivro para Jovens                 | Indicado    | [ 42 ]               |
| 2017 | Booklist Editors' Choice: Livros para Jovens                     | Indicado    | [ 43 ]               |
| 2017 | Boston Globe–Horn Book Award                                     | Venceu      | [ 44 ]               |
| 2017 | Prêmio Cybils de Ficção para Jovens Adultos                      | Finalista   | [ 45 ]               |
| 2017 | Goodreads Choice Awards: Ficção para Jovens Adultos              | Venceu      | [ 46 ] [ 47 ]        |
| 2017 | Goodreads Choice Award: Autor revelação                          | Venceu      | [ 48 ] [ 47 ]        |
| 2017 | Kirkus Prize                                                     | Finalista   | [ 6 ]                |
| 2017 | National Book Award: Melhor Literatura Juvenil                   | Lista longa | [ 49 ] [ 50 ]        |
| 2018 | Amazing: Audiolivro para Jovens Adultos                          | Top 10      | [ 51 ]               |
| 2018 | Amelia Elizabeth Walden Award                                    | Venceu      | [ 52 ]               |
| 2018 | Audie Award: Melhor Narradora Feminina                           | Venceu      | [ 53 ]               |
| 2018 | Audie Award: Jovens Adultos                                      | Venceu      | [ 53 ]               |
| 2018 | British Book Awards - Livro Infantil do Ano                      | Lista curta | [ 54 ]               |
| 2018 | Carnegie Medal                                                   | Honraria    | [ 55 ] [ 56 ]        |
| 2018 | Coretta Scott King Award                                         | Honraria    | [ 57 ] [ 58 ]        |
| 2018 | Deutscher Jugendliteraturpreis                                   | Venceu      | [ 59 ] [ 60 ]        |
| 2018 | Prêmio Edgar: Melhor Filme para Jovens Adultos                   | Venceu      | [ 61 ]               |
| 2018 | Goodreads Choice Award: Melhor dos Melhores                      | Venceu      | [ 62 ]               |
| 2018 | Indies Choice Award: Melhor Livro para Jovens Adultos do Ano     | Venceu      | [ 63 ]               |
| 2018 | Los Angeles Times: Livro de Melhor Romance para Jovens Adultos   | Finalista   | [ 64 ]               |
| 2018 | William C. Morris Award                                          | Venceu      | [ 65 ] [ 66 ] [ 67 ] |
| 2018 | ALSC Notable Children's Recordings                               | Indicado    | [ 68 ]               |
| 2018 | Odyssey Award: Audiolivro destaque                               | Venceu      | [ 69 ] [ 70 ]        |
| 2018 | Michael L. Printz Award                                          | Honraria    | [ 71 ] [ 72 ]        |
| 2018 | Quick Picks: Leitores Relutantes de Conteúdo para Jovens Adultos | Top 10      | [ 73 ]               |
| 2018 | Waterstones Children's Book Prize                                | Venceu      | [ 74 ]               |
| 2018 | Waterstones Children's Book: Prize por Ficção mais Antiga        | Venceu      | [ 54 ]               |

### Censura
A American Library Association listou o livro como um dos dez livros mais censurados de 2017, 2018 e 2020 "porque foi considerado 'invasivamente vulgar'", continha "uso de drogas, palavrões e linguagem ofensiva", bem como referência sexual e "foi pensado para promover uma mensagem anti-polícia."
Em julho de 2018, um sindicato da polícia do estado da Carolina do Sul levantou objeções à inclusão do livro, bem como da temática similar de All American Boys, com coautoria de Brendan Kiely e Jason Reynolds, na lista de leitura de verão para alunos do nono ano do ensino secundário Wando High School. Um representante da delegacia de polícia descreveu a inclusão dos livros como "quase doutrinação da desconfiança da polícia" e afirmou que "temos que acabar com isso". Os livros permaneceram na lista e a diretora de Wando foi posteriormente reconhecida pela associação estadual de bibliotecas escolares por sua defesa dos livros contestados.
O livro foi retirado das bibliotecas escolares do Katy Independent School District devido à sua linguagem explícita. Em resposta a censura, Thomas defendeu o conteúdo do livro e disse que trata-se de um estímulo para a conversa. Em dezembro de 2021, o material também foi removido de algumas bibliotecas do distrito escolar do condado de Washington por conteúdo explícito.

## Adaptações para audiovisual

### Filme
O estúdio 20th Century Studios aprovou The Hate U Give para uma adaptação cinematográfica em março de 2017, logo após o leilão do livro. O diretor George Tillman Jr. e a atriz Amandla Stenberg foram imediatamente incluídos no projeto. O filme também apresenta os atores Issa Rae, Regina Hall, Russell Hornsby, Algee Smith, KJ Apa, Lamar Johnson, Anthony Mackie, Common, e Sabrina Carpenter . A adaptação é baseada em um roteiro de Audrey Wells, que morreu um dia antes de ser lançado. O elenco de Stenberg recebeu algumas críticas por causa de sua pele mais clara em comparação com a garota da capa do romance. O filme teve um lançamento limitado em 5 de outubro de 2018 e um grande lançamento em 19 de outubro daquele ano. O filme foi recebido favoravelmente, com uma pontuação da crítica Rotten Tomatoes de 8,2 de 10, e um A+ CinemaScore. Desde março de  2019, o filme teve uma bilheteria mundial bruta de 34 milhões de dólares contra um orçamento de 23 milhões.

### Audiolivro
Um audiolivro foi lançado pela Harper Audio no mesmo dia do romance e contou com a narração de Bahni Turpin, a quem Thomas havia escolhido. A produtora de audiolivros, Caitlin Garing, falou sobre a importância de combinar o material com o narrador e falou sobre a habilidade de Turpin, "você pode confiar nela para chegar ao cerne de uma história e conduzir o ouvinte até lá". Posteriormente, foi bem avaliado e ganhou o Audie Awards de melhor YA e melhor narradora feminina. Em seu discurso de aceitação, Turpin disse que era "um livro importante para o nosso tempo". Além disso, também ganhou o Prêmio Odyssey 2018 de melhor audiolivro infantil. O presidente do comitê da Odyssey, Joan Schroeder Kindig, disse: "A poderosa narração de Bahni Turpin deste romance oportuno inspirará os ouvintes a encontrar suas próprias vozes." Turpin minimizou o prêmio dizendo: "Não acho que o público conheça a maioria de nossos prêmios, embora – em geral, acho que quem mais valoriza os prêmios são (...) as pessoas do ramo de livros." A Publishers Weekly, em sua crítica de destaque ao audiolivro, elogiou as habilidades de Turpin em transmitir "a complexidade da protagonista de dezesseis anos que soa jovem e madura para sua idade, já que ela depende da troca de códigos para navegar em dois ambientes sociais diferentes." Maggie Knapp, em sua avaliação para o School Library Journal, e Lynette Pitrak para Booklist, também elogiaram a habilidade de Turpin de capturar a voz de Starr em sua performance.